# Клубы времён революции
Клубы времён революции — французские политические клубы эпохи революции; собрания нового типа — народные общества, где граждане рассуждали о политических делах.

## Предыстория
Уже в конце царствования Людовика XVI в Париже было основано несколько литературных и научных обществ под названием «клуб» — Club des Arcades, Сlub des étrangers, Сlub des Américains, Сlub de la Société olympique, — но в 1797 году они были запрещены.

## История
Политические клубы появились в 1789 году: первый клуб был основан в Версале депутатами Бретани в генеральных штатах, под именем Бретонского клуба; 19 октября, когда Учредительное собрание открыло свои заседания в Париже, он также перенёс туда место своих заседаний, изменил своё первоначальное название на «клуб друзей конституции» и, наконец, приобрёл известность под именем «клуб якобинцев». Не замедлили образоваться и другие политические общества.
Самыми влиятельными, после якобинцев, были:
- клуб кордельеров;
- Социальный кружок (Cercle Social) или «Железные уста» (Bouche de Fer), основанный Бонневиллем (фр. Nicolas de Bonneville), автором книги «Дух религий» (Esprit des religions), где преобладающим влиянием пользовался аббат Фоше;
- клуб беспристрастных, одним из основателей которого был Лафар, депутат города Нанси;
- клуб приверженцев конституции, организованный Мирабо в Париже;
- клуб братского общества, основанный Тальеном в 1791 году;
- клуб. предместья св. Антония, где организовались рабочие;
- клуб Пантеона, клуб друзей прав человека;
- клуб 1789 года, послуживший зерном для образования в 1791 г. клуба фельянов. Из последнего позднее образовался Клуб Клиши (Club Clichy), состоявший из чисто роялистских элементов.

Друзья монархии основали, кроме того, монархический клуб, клуб Richelieu, клуб de la Bibliothèque, клуб de l’Evêché и клуб des Mathurins.
Кроме Парижа, клубы существовали и в разных других городах и местечках Франции.

## Антиклубный закон
Учредительное собрание сначала благосклонно смотрело на клубы, так как они поддерживали дело революции; но затем, когда они все более и более стали вмешиваться в государственные дела, против них начали принимать разные ограничительные меры.
В феврале 1791 г. в собрании был даже поднят вопрос об уничтожении «народных обществ», нарушавших спокойствие государства. По закону 19 июля, все лица, желавшие основать общество или клуб, должны были, под страхом большого денежного штрафа, сообщать в муниципальные правления имена своих президентов, секретарей и комиссаров и места и дни заседаний. Этим же законом у обществ отнималось право подачи петиций национальному собранию, право расклейки на стенах объявлений и т. п.
Наконец, 29 сентября того же года учредительное собрание издало декрет, запрещавший клубам вмешиваться в политические дела. При Конвенте этот закон был отменён, и общества до некоторой степени стали играть официальную роль, к чему их приглашали сами комиссары конвента в провинциях. Директория, 5 вантоза IV года, запретила основание обществ, и они вынуждены были исчезнуть.